# جوليا لاجوس
جوليا لاجوس (بالإسبانية: Julia Lajos)‏ هي ممثلة إسبانية، ولدت في 24 فبراير 1895 في Villagarcía de Campos ‏ في إسبانيا، وتوفيت في 1963 في مدريد في إسبانيا.

## وصلات خارجية
- جوليا لاجوس على موقع IMDb (الإنجليزية)
- جوليا لاجوس على موقع قاعدة بيانات الفيلم (الإنجليزية)